# Salsiccia matta
La salsiccia matta (ciavàr o suzèzza mata in romagnolo) è un insaccato di carne suina, così chiamato perché realizzato con carni meno pregiate e frattaglie. Tipica dell'Appennino tosco-romagnolo, nasce dalla tradizione della macellazione di carne suina per autoconsumo. 
Considerata la "salsiccia dei poveri", è ormai reperibile solo presso alcuni artigiani o stabilimenti con produzioni molto legate al territorio, in particolare delle zone di Bagno di Romagna, Portico e San Benedetto e Santa Sofia (FC)).  È stata inserita nella lista dei prodotti italiani Presidi e Arca del Gusto di Slow Food.

## Preparazione
È preparata con parti di seconda scelta, tra cui carni infiltrate di sangue (specie del sito dove il maiale viene dissanguato) e frattaglie, quali lingua, fegato, milza, stomaco precedentemente lessato, cuore, reni e parti derivate dalla disossatura della testa. 
Tutte queste parti del maiale vengono macinate una sola volta, il composto ottenuto è condito con sale, pepe, aglio e Sangiovese; quest'ultima aggiunta lo differenzia dal sambudello. Successivamente il composto viene insaccato nel budello proveniente dall'intestino tenue. La salsiccia viene poi chiusa con uno spago alle due estremità, dato che la sua consistenza risulta più molle rispetto a quella della salsiccia comunemente prodotta. A seconda delle carni utilizzate, la salsiccia matta avrà una colorazione più o meno scura.
Si consuma in genere entro pochi giorni cotta alla griglia, ma può essere anche conservata sott'olio o sottoposta a stagionatura.

## Prodotti simili
Un prodotto molto simile, diffuso anch'esso in alcuni comuni dell'Appennino romagnolo, e nel Casentino, è il sambudello. Quest'ultimo un tempo conteneva anche parti di polmone, e nel versante toscano prevede fra gli aromi il finocchio selvatico; è generalmente cotto in umido, e si consuma tradizionalmente accompagnato da fagioli o patate.
Altro prodotto molto simile è il bardiccio fiorentino, anch'esso aromatizzato principalmente col finocchio selvatico.